# Jean Droit
Pour les articles homonymes, voir Droit.
Jean Droit, né le 28 août 1884 à Laneuveville-devant-Nancy (Meurthe-et-Moselle, France) et mort le 7 décembre 1961 à Vincennes, est un peintre, illustrateur et écrivain français.

## Biographie
Élevé dans un milieu bourgeois, il est venu à l’âge de 8 ans s'établir avec sa famille en Belgique à Courcelles-Motte (Hainaut). Son père y dirigeait les glaceries de Saint-Gobain.
Dès la fin de la grande guerre 1914-1918, il s'établit en France et se marie. 
Il est le père du romancier, journaliste et académicien français Michel Droit et le grand-père du photographe Éric Droit.

### Études
Son enfance et ses études primaires se déroulent en Belgique, à l’école communale de Courcelles-Motte avec les enfants d’ouvriers portant des sabots. « J’ai parlé wallon avant de m’exprimer correctement en français », se plaisait-il à rappeler très souvent.
Il restera toujours attaché à la Belgique, sa seconde patrie disait-il.
À l'été 1914, il rentre en France où il est mobilisé.
Il fut l’ami du grand écrivain français, Georges Duhamel dont il réalisa le conseil : « Faire de sa vie une œuvre plutôt qu'une carrière ».

### L'artiste et l'éducateur
Dès sa prime jeunesse, il se manifesta comme un artiste né, aquarelliste avant tout.
Vers 1911, une première exposition d'aquarelles de Jean Droit se tient à la Galerie du Roy, à Bruxelles.
Ses affiches, puis ses illustrations, publiées par de nombreuses revues et dans des livres de luxe, furent universellement connues et appréciées.
Peu avant 1914, il dessina les planches relatives aux tenues de l'Armée belge.
À son retour en France, dessinateur à la Manufacture de Sèvres, il reprend ses activités artistiques et éducatives. Bientôt fameux par ses affiches, il connaît à Paris une éclatante faveur. Il multiplie ses expositions dans son pays et en France; plusieurs de ses œuvres figurent au Musée Royal de l'Armée à Bruxelles.
Il est également le créateur de décorations murales et de dessins pour l'éditeur de luxe Piazza.
Il contribue à la culture par ses dessins, ses tableaux doués d'une grande puissance d'évocation, par ses nombreux livres d'imagination ou de vulgarisation de la science des bois.
Ses œuvres, souvent marquées de ce raffinement de la Belle Époque, d'une subtile nuance de romantisme, de cette précision parfois un peu... précieuse mais toujours si émouvante, révèlent avec son grand art, toute sa personnalité.
Il fut, par destination, un éducateur de grande classe. Immédiatement conquis par le scoutisme, il fut donc, peu avant sa trentaine, un des pionniers fondateurs des boy-scouts de Belgique. Il a comme totem « Loup Bavard ».
En 1910, il est appelé à la direction de la quatrième troupe de Bruxelles, puis, bientôt, il est choisi comme commissaire à la formation morale et technique des cadres.
Il participe activement au développement du scoutisme, en France et en Belgique, surtout dans les domaines de l'éducation civique, de l’organisation, de l'existence en plein air, de l'art d'improviser du confort au camp, de la vie des plantes et des animaux sauvages, des travaux manuels.
Il poursuivit inlassablement cette activité, jusqu'à sa mort.

### Le soldat
En août 1914, il est mobilisé en France, au 226e régiment d'infanterie. Il y fait brillamment la guerre, particulièrement à Verdun,,,. 

#### Citation à l'ordre du jour
« Jean Droit, sous-lieutenant au 226e d'infanterie; officier observateur très entendu, hardi et se dépensant sans compter. A fourni, pendant la période d'opérations du 12 au 22 septembre, des renseignements aussi complets que possible et s'est fait remarquer par son zèle et ses réelles aptitudes. Énergique et très brave. »

Du Front il envoie des croquis de la vie des tranchées à la revue L'Illustration et compose de nombreuses affiches, fort éloquentes, pour l'emprunt national. 
Le lieutenant Jean Droit est titulaire des Croix de Guerre avec palmes, française et belge, chevalier de la Légion d'honneur.
Dès le début de la Deuxième Guerre mondiale, le capitaine de réserve Jean Droit, reprend du service et se distingue à l'état-major du général de Lattre de Tassigny, dont il est l'officier topographe.
Pour la deuxième fois, Jean Droit reçoit la Croix de Guerre. Il sera promu plus tard officier de la Légion d'honneur à titre militaire.

### Le commissaire à la Croix-Rouge
La paix revenue, il reste inchangé, aussi jeune, aussi fervent, aussi fraternel que jamais. Chaque année, il est de tous les centres d'entraînement pour chefs, des boy-scouts et de la Croix-Rouge de la Jeunesse. Mais c'est au Moulin de Chevlipont, sous le signe des cadets de la Croix-rouge qu'il trouve et forme la pléiade de ses disciples les plus ardents.
Au Centre International d'Études de la Croix-Rouge de la Jeunesse, en 1953 à Keerbergen, Jean Droit dirigeait l'atelier de travaux manuels récréatifs et sociaux. Il se souciait de transmettre toutes ses techniques à ses meilleurs disciples qu'il appelait : « Ceux de la Relève ».
Il contribue activement par ses dessins, ses affiches, ses articles dans toutes les revues de la Croix-Rouge et les couvertures des cahiers d’écoliers. Il a créé deux images les plus représentatives et les plus émouvantes : celle qui montre la Croix-Rouge couvrant sous son manteau des éprouvés et celle qui personnifie l'idéal du chevalier sans peur et sans reproche.

### L’indianiste
Dès son enfance, Jean Droit s'est pris de ferveur pour les pionniers de la vie sauvage, les Peaux-rouges. Il fonde avec d'autres artistes, un cercle d'étudiants indianistes: « Wakanda », dont chaque membre ressuscitait, sans le moindre préjugé, au cours de réunions pittoresques et sportives la prestigieuse civilisation. Jean Droit a consacré de nombreux articles documentés et passionnants à la grandeur de cette civilisation. Et nul, ni jeune ni vieux, n'a jamais souri en voyant Jean Droit revêtu, à l'un des feux de camp, de sa somptueuse parure de chef peau-rouge et coiffé de l'impressionnante couronne en plumes d'aigle.
Ces hommes vivant près de la nature, lui avaient fait aimer la Camargue et ses gardians auprès desquels il avait passé plusieurs mois, lorsqu'il préparait les illustrations de Mireille et dont il a si bien parlé dans son livre Lointains.

### L’homme
Patriote convaincu, il se situe politiquement à droite. Il est membre des Croix de Feu et participe activement aux manifestations parfois musclées entre factions d’anciens combattants. Néanmoins, après la défaite de la France en 1940, Jean Droit se sent trahi par le maréchal Pétain. Il est profondément meurtri dans l’âme, écoute Radio Londres et est sensible aux discours du général de Gaulle.
Catholique et profondément croyant, il joue un grand rôle dans les mouvements scouts non confessionnels ou pluralistes français (Éclaireurs de France) et surtout belges (Boy-scouts de Belgique et Service National des Cadets de la Croix-Rouge).
Jean Droit n’évoquait qu’exceptionnellement ses souvenirs de guerre, il n’appréciait guère le « culte de la personnalité ». Il adorait chanter et possédait un répertoire très étendu de chants de jeunes. Il n’aimait pas le Chant des partisans car les fusils, la mitraille, il ne connaissait que trop, par contre il aimait La Légende de Mandrin.
« J’aime l’accordéon, car il respire » disait-il en parlant de l’accordéon diatonique.
À propos des travaux manuels qui prenaient une grande importance dans ses enseignements, il pensait que « l’homme est intelligent, parce qu’il à des mains » et aussi que « l’intelligence est montée des mains au cerveau ».
Au cours de son dernier camp de chefs à Chevlipont en 1961, il a voulu réunir ses disciples au cœur des bois. Il leur avait préparé un insigne spécial : une feuille verte en forme de cœur (tilleul) et aussi une promesse qu'ils ont prononcée tour à tour.
La nuit du 6 au 7 décembre fut, pour lui, assez agitée, puis il s'est paisiblement endormi; à l'aube, il était mort, sans agonie. Il est enterré à l'Isle-Adam, où il résidait.
Il reste le maître et ami de tous ceux qui ont eu le bonheur de le connaître.

## Publications

### Ouvrages écrits pour la jeunesse
- Du commandement et de son exécution par le scout, la patrouille, le peloton, la troupe et le groupe, Boy-scouts de Belgique (Bruxelles, 1920);
- Lointains, récits / préf. de J.-J. Bousquet (Paris : Vigot frères, 1925 Paris : Vigot frères, 1945);
- Le loup bavarde, recueil de ses écrits indianistes;
- Forêts légendaires, Courbevoie (éd. La Flamme, 1935, Paris : Susse, 1943);
- Le lasso, avec 120 dessins originaux de l’auteur (Paris : Susse, 1944);
- Étoile solitaire, guerrier Dakota (Tournai, éd. Casterman, 1944);
- Les petits animaux des prés et des bois, couverture de Chas Boré, ill. de l’auteur (Paris, éd. J. Susse, 1945);
- La forêt de chez-nous (Tournai, éd. Casterman, 1945), 2 vol. (Sève-Sang). (95 + 95 p.) : ill.
- Lointains (Vigot Frères éditeurs, Paris 1945);
- Au grand vent (Paris, éd. J. Susse, 1946);
- Guetteur-traqueur, ami des oiseaux(Paris, Éditions Arma, 1947 );
- Vert-bois, travaux manuels en forêt, illustré de plus de 200 croquis, figures et dessins de l’auteur, préface d'A. Boekholt (Paris, éd. Les Presses de l’Île-de-France, 1952);
- Témoin d’outre-guerre (Éditions du Rocher, 1991).

### Ouvrages illustrés par Jean Droit
- Les contes Auteur, Jacob Grimm et Wilhelm Grimm (Père Castor Flammarion, 1996);
- Lettres de Mon moulin, Auteur : Alphonse Daudet - Illustrateur : Jean Droit (Devambez, 1927);
- Paul et Virginie, Auteur : Jacques Henri Bernardin de Saint-Pierre - Illustrateur : Jean Droit (La lampe d'Argile, 1924);
- Profils de gosses / Comtesse Van den Steen ; préface d'André Lichtenberger ; illustrations de Jean Droit (Paris : Éditions du Temps présent, 1912);.
- Mémoires de deux jeunes mariées, Honoré de Balzac (Presses de la Cité, 1946), 32 illustrations.
- Lamartine  Graziella. Edition illustrée de 24 compositions originales gravées sur cuivre à l’eau-forte par Jean Droit  La Tradition  1942

Illustrations publicitaires :
L'Hôtellerie d'Autrefois, lithographies en couleurs pour la SA française Martini et Rossi, Paris (Montreuil, imprimerie SJP, s.d.) dont ces scènes : "Les Mousquetaires 1640", "Sous Louis le Bien-Aimé 1750", "Incroyables et Merveilleuses 1798", "Sous la Restauration 1818", "Sous le Prince-Président 1850", "Sous Monsieur Grévy 1883" (coll. pers.).